# Henri Estienne
Henri Estienne, comunemente latinizzato Henricus Stephanus (Parigi, 1528? – Lione, 1598), è stato un editore e umanista francese.
Era il figlio maggiore di Robert Estienne e nipote di Henri Estienne il Vecchio.

## Biografia
Nacque a Parigi forse nel 1528 o nel 1531.
Il primo libro da lui pubblicato e curato fu nel 1554 l'editio princeps delle Odi allora attribuite ad Anacreonte.
Nel 1559 assunse la tipografia paterna, pubblicando negli anni le opere di Atenagora di Atene, Aristotele ed Eschilo (1557); Diodoro Siculo, 1559; Senofonte, 1561; Sesto Empirico, 1562; Tucidide, 1564; Erodoto (1566 e 1581); Sofocle, 1568. La sua opera forse più celebre, il Thesaurus Graecae linguae, apparve in quattro volumi nel 1572, con un supplemento in due volumi. Nel 1578 pubblicò anche una famosa edizione delle opere di Platone con commento, sulla quale si basa ancora oggi il criterio di citazione dei testi platonici. 
Morì a Lione nel 1598.